# بیجده‌نو
بیجدنو (بیجده‌نو) روستایی است از توابع بخش مرزن‌آباد شهرستان چالوس در استان مازندران ایران.
بیژن الهی (شاعر معاصر ایرانی) در گورستان این روستا به خاک سپرده شده است.

## جمعیت
این روستا در دهستان کوهستان (چالوس) قرار دارد و براساس سرشماری مرکز آمار ایران در سال ۱۳۸۵، جمعیت آن ۱۷۶ نفر (۵۰ خانوار) بوده است. مردم بیجد نو از قومیت طبری هستند. مردم بیجد نو به زبان طبری با گویش چالوسی سخن می‌گویند.